# Anna Baar

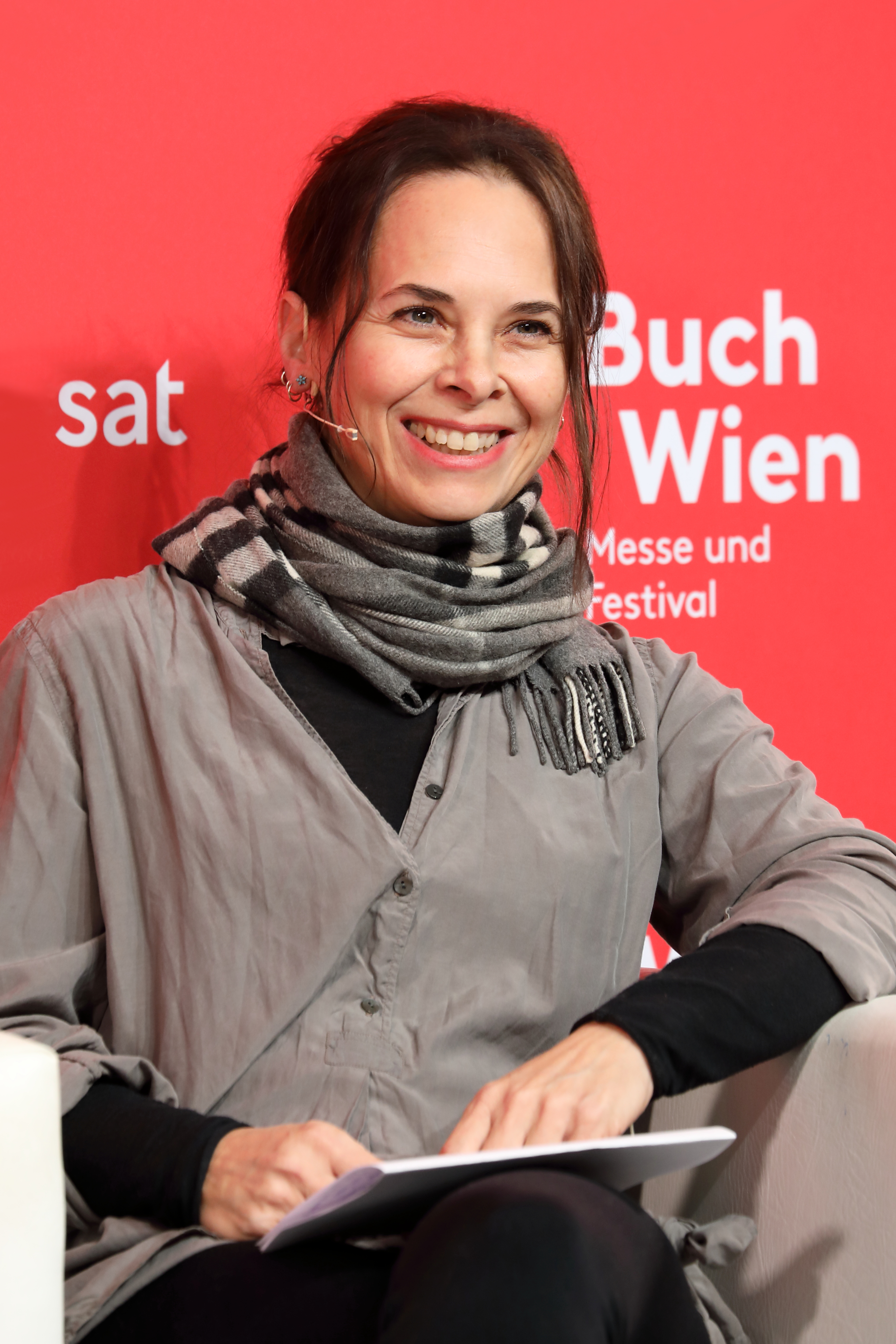
Anna Baar

Anna Baar (* 1973 in Zagreb, Jugoslawien) ist eine österreichische Schriftstellerin.

## Leben
Die Tochter eines österreichischen Vaters und einer aus Dalmatien stammenden Mutter, die in Wien Medizin studiert und als Fachärztin für Radiologie gearbeitet hat, wuchs zweisprachig in Wien, Klagenfurt und sommers bei den Großeltern auf der dalmatinischen Insel Brač auf.
Nach der Matura am Musikzweig des Stiftsgymnasium Viktring studierte sie nach einem abgebrochenen Medizinstudium Publizistik, Slawistik, Theaterwissenschaft und Medienarbeit an den Universitäten Wien und Klagenfurt. 2008 wurde sie an der Universität Klagenfurt zum Dr. phil. promoviert.
Anna Baar schreibt Lyrik, Prosa und Essays sowie literarische Stücke zu künstlerischen Produktionen und Ausstellungen. Ihre Arbeiten wurden in mehrere Sprachen übersetzt und in zahlreichen deutschsprachigen und internationalen Literaturzeitschriften und Anthologien veröffentlicht.

Anna Baar lebt in Wien und Klagenfurt.
Auf Einladung des Literaturkritikers Stefan Gmünder nahm Anna Baar mit einem Auszug aus Die Farbe des Granatapfels am Ingeborg-Bachmann-Preis 2015 teil. Der kurz darauf im Wallstein Verlag erschienene gleichnamige Roman, der sich mit dem Aufwachsen eines Kindes zwischen zwei Kulturen, insbesondere mit Sprachermächtigung und Sprachverlust beschäftigt, stand mehrere Monate auf Platz 1 der ORF-Bestenliste und wurde für den Rauriser Literaturpreis und den Literaturpreis Alpha nominiert, wo er es jeweils auf die Shortlist brachte. Für die Arbeit an Als ob sie träumend gingen wurde Anna Baar 2017 mit dem Theodor-Körner-Preis ausgezeichnet. Der Roman, der in archaischen Bildern die Lebens- und Liebesgeschichte eines Kriegshelden erzählt, assoziativ und zugleich scharf konturiert an der Grenze zwischen Tatsachen und Einbildung, kam 2018 auf die Hotlist der zehn besten Bücher aus unabhängigen Verlagen. Der Roman Nil, eine poetische Selbstbefragung voller origineller, grotesker und grausamer Bilder, der mitunter als dämonisches, durchtriebenes Werk gelesen wurde, das nicht nur die Grenzen der Erzählkunst auslotet, sondern sie mühelos immer wieder radikal und rätselhaft durchlöchert, stand 2021 zwei Monate lang auf Platz 1 der ORF-Bestenliste und auf der Shortlist für den Österreichischen Buchpreis. Ursula März bescheinigte dem Buch in der Hamburger Literaturkritik-Veranstaltung März & Moritz etwas österreichisch Schwingendes und den Hang zu exzentrischem Witz. Eine „stimmige Kombination aus Schonungslosigkeit, bösem Witz und nachdenklicher Selbstvergewisserung“ sieht Björn Hayer im Erzählband Divân mit Schonbezug, den Anna Baar in einem Interview mit Angela Gutzeit im Deutschlandfunk als „eine Art Weltreise innerhalb meines Lebensdreiecks“ bezeichnet, aus dem sie weitere Kreise ziehe. Wie in fast allen ihrer Essays und Reden geht es darin vorwiegend um an Minderheiten, Randgruppen und Schwächeren verübtes Unrecht, das Totschweigen unliebsamer Geschichten, die Auflehnung gegen ein Wir-Bewusstsein, das andere ausschließt, identitäres Denken und provinzielle Engstirnigkeit: Lokalpolitiker aus Kärnten, die sich nicht dazu durchringen, früheren NS-Ärzten gewidmete Straßen umzubenennen, reaktionäre Heimatliebe und Geschichtsverdrehung, aber auch komische Familiensagen, Kindheitserinnerungen und Reiseerlebnisse. Schmerzgrenzen werden dort überschritten, wo das Verheimlichte in furiosen Wortschwällen hervorbricht, etwa der von höchster politischer Stelle vertuschte Kinderschänderskandal um den bekannten Kinderpsychiater Franz Wurst. Auch Divân mit Schonbezug brachte es mehrfach auf die ORF-Bestenliste.
Anna Baar gilt aufgrund ihres unverwechselbaren musikalischen Erzähltons als eine der markantesten und kühnsten Stimmen der österreichischen Gegenwartsliteratur. Sie selbst führt ihre Art des Umgangs mit Sprachrhythmus und -melodik in Interviews immer wieder auf die frühe Kompositionsschulung im Musikgymnasium und die Bestimmung ihrer „literarischen Prägephas“ durch „Musikpoeten“ zurück, insbesondere Nick Cave, Leonard Cohen, Neil Young und Patti Smith, aber auch Konstantin Wecker, André Heller und Vertreter des Austropop. Seit 2016 hat sie zahlreiche literarische Texte zu musikalischen Werken verfasst, etwa den Booklet-Text zu André Hellers 2019 erschienenem Album Spätes Leuchten und Beiträge für Premierenhefte der Wiener Staatsoper, darunter Texte zu Der Rosenkavalier, Die Frau ohne Schatten, Orest, Pelléas und Mélisande und Macbeth.
Ein eigenes Libretto zu Musik des in Guatemala gebürtigen deutschen Komponisten Dieter Lehnhoff, eine kaleidoskopische Collage aus Ulysses-Zitaten und freien Assoziationen, wurde anlässlich des Bloomsday im Juni 2022 unter dem Titel Rosenkränze aus Korken (Seht das Schiff heimwärts ziehen) am Salzburger Mozarteum vom Gunnar Berg Ensemble Salzburg uraufgeführt.
Beim Ingeborg-Bachmann-Preis 2022 hielt Anna Baar die traditionelle Klagenfurter Rede zur Literatur mit dem Titel Die Wahrheit ist eine Zumutung, deren Text im Standard abgedruckt wurde.
2022 erhielt Anna Baar den Großen Österreichischen Staatspreis, der als höchste Kulturauszeichnung der Republik gilt. Kunst- und Kulturstaatssekretärin Andrea Mayer würdigte Baar als „unverwechselbare Stimme auf der Bühne der Gegenwartsliteratur. Sie ist Sprachkünstlerin im besten Sinne und zeigt uns, was Literatur im Zeitalter der Digitalisierung und Mediatisierung unserer Gesellschaft leisten kann: nämlich in der Kunst der Erzählung und des Romans, authentische Erfahrungen und Erkenntnisse über unsere Gegenwart vermitteln und unseren Sinn für Unrecht, Irrtümer und Versäumnisse, Risiken und Möglichkeiten schärfen.“

## Werke
- Die Farbe des Granatapfels, Roman. Wallstein, Göttingen 2015, 320 S., ISBN 978-3-8353-1765-9.[20]
- Als ob sie träumend gingen, Roman. Wallstein, Göttingen 2017, 208 S., ISBN 978-3-8353-3124-2.[21]
- Nil, Roman. Wallstein, Göttingen 2021, ISBN 978-3-8353-3947-7.
- Divân mit Schonbezug, Erzählungen. Wallstein, Göttingen 2022, ISBN 978-3-8353-5194-3.
- Die Wahrheit ist eine Zumutung. Klagenfurter Rede zur Literatur 2022. Edition Meerauge 2022, ISBN 978-3-7084-0673-2.
- Anna Baar über Dorothea Zeemann. Mandelbaum, Wien 2023, ISBN 978-3-99136-014-8.
- He, holde Kunst!, Streifzüge und Randnotizen. Wallstein, Göttingen 2023, ISBN 978-3-8353-5527-9.
- Mutmaßung zu Galicien. In: Ingeborg Bachmann. Eine Hommage. Michael Hansel und Kerstin Putz (Hrsg.), Zsolnay Verlag 2022, ISBN 978-3-552-07291-6.
- Ein Wachtraum vom Land der Apačen. Gallizien / Galicija auf Um- und Abwegen. In: Kanaren im Nebel. Europäische Ansichten aus Kärnten/Koroška, Drava Verlag 2022, ISBN 978-3-99138-004-7
- Divan mit Schonbezug, Erzählung. In: Heimat Europa? Martin W. Ramb und Holger Zaborowski (Hrsg.), Wallstein, Göttingen 2019, ISBN 978-3-8353-3475-5.
- [Und Heimweh hab ich nur zuhaus]. In: Manifest|o Alpe-Adria. Stimmen für eine Europa-Region des Friedens und Wohlstands | Voci per una regione europea di pace e prosperità | Glasovi za evropsko regijo miru in blagostanja. Löcker, Wien 2020 (edition pen Band 151), ISBN 978-3-99098-027-9.
- Sanduhr der Abwesenheit. In: Literatur/a. Jahrbuch 2013/14. Klaus Amann, Doris Moser, Fabjan Hafner (Hrsg.), Ritter, ISBN 978-3-85415-507-2.
- Ah, wie gut brennt Papier! In: »Ein Wort, ein Satz…« Thedel v. Wallmoden (Hrsg.), Wallstein, Göttingen 2020, ISBN 978-3-8353-3770-1.
- 600 Anschläge pro Minute. In: Klagenfurterinne(r)n. Eine frauengeschichtliche Spurensuche. Alexandra Schmidt (Hrsg.), Heyn, Klagenfurt 2021, ISBN 978-3-7084-0649-7.
- Dschinn. In: Mein Proust-Moment. Was die Erinnerung großer Autorinnen und Autoren zum Blühen bringt, Herausgeber Anton Thuswaldner, Müry Salzmann, Salzburg 2021, ISBN 978-3-99014-221-9.
- Kindermund. In: Im Namen von Wissenschaft und Kindeswohl. Gewalt an Kindern und Jugendlichen in heilpädagogischen Institutionen der Jugendwohlfahrt und des Gesundheitswesens in Kärnten zwischen 1950 und 2000, Ulrike Loch, Elvisa Imširović, Judith Arztmann, Ingrid Lippitz (Hrsg.), Studien Verlag, 2021, ISBN 978-3-7065-4605-8.
- Annäherungsversuche an einen Unnahbaren. Günther Domenig: Dimensional. In Reflexion, Raffaela Lackner, Ina Sattlegger, Viktoria Pontoni, Andreas Krištof (Hrsg.), Fotos: Gerhard Maurer, JOVIS 2022, ISBN 978-3-86859-759-2.

## Auszeichnungen
- 2012: Kärntner Lyrikpreis
- 2014: Preis des Kärntner Schriftstellerverbands
- 2015: Nominierung zum Ingeborg-Bachmann-Preis (Shortlist)
- 2015: 1. Platz der ORF-Bestenliste im August und September (3. Platz im Oktober) für Die Farbe des Granatapfels
- 2016: Shortlist für den Rauriser Literaturpreis
- 2016: Rotahorn-Literaturpreis, Literaturförderpreis
- 2016: Shortlist für den Literaturpreis Alpha
- 2016: Floriana (2. Preis)[22]
- 2017: Theodor-Körner-Preis für Als ob sie träumend gingen[23]
- 2017: Hotlist der besten 10 deutschsprachigen Bücher aus unabhängigen Verlagen für Als ob sie träumend gingen
- 2017: Sonderpreis des Landes Kärnten für Literatur
- 2020: Humbert-Fink-Literaturpreis[24]
- 2021: 1. Platz der ORF-Bestenliste im Mai und Juni für Nil
- 2021: Nominierung (Shortlist) für den Österreichischen Buchpreis für Nil
- 2022: 3. Platz der ORF-Bestenliste[25] im Mai und 10. Platz im Juni für Divân mit Schonbezug
- 2022: Klagenfurter Vorlesungen zur Poetik an der Universität Klagenfurt
- 2022: Großer Österreichischer Staatspreis[26]
- 2023: Poetikvorlesung an der Universität Innsbruck
- 2023: Brüder-Grimm-Preis der Stadt Hanau[27]